# Raúl Kaplún
Israel Kaflún, conocido con el nombre artístico de Raúl Kaplún (Buenos Aires, Argentina, 11 de noviembre de 1910-ibídem, 23 de enero de 1990), fue un violinista, compositor y director de orquesta dedicado al género del tango.
Aprendió música desde muy chico y trabajó profesionalmente en diversos conjuntos, como el sexteto de Miguel Caló y el cuarteto de Armando Baliotti. Más adelante se incorporó en distintos momentos a los conjuntos de esos directores y también lo hizo en la orquesta de Lucio Demare. Entre 1946 y 1952 organizó su propia orquesta, retirándose de la música en esta última fecha.

## Actividad profesional
Nació en una casa de inquilinato del barrio porteño de Balvanera en un hogar pobre. Era hijo de Leiser Kaflún, un vendedor ambulante que recorría las calles con un gran cesto de mimbre con gorras y sombreros, y de Clara Finkel, ambos inmigrantes llegados de Besarabia, quienes anteriormente  habían tenido otros dos hijos que murieron de escarlatina.
Hizo sus estudios primarios en la jéder  (escuela judía) de la sinagoga ubicada en el mismo barrio, en la calle Paso y también aprendió a tocar el violín primero con el maestro Marcos Sadoski, después con José Fraga y por último con el alemán Edmund Weigand.
Debutó profesionalmente como violinista en la época en que estaba terminando de cursar su escuela primaria, cuando concurrió merced a un aviso en el periódico que pedía un ejecutante de violín para tocar trozos de obras clásicas acompañando películas sin sonido en los cines, superando en la selección a otros músicos de más edad que él.
En 1926 por intermedio del pianista y arreglador Julio Rosenberg ingresó a la banda de jazz del cine-teatro Astral, que recién se inauguraba en Avenida Corrientes 1639. Al poco tiempo pasó a trabajar en el sexteto de Miguel Caló, que también actuaba en el lugar, y fue así que ingresó al mundo del tango; en ese conjunto estaban los bandoneonistas Caló y Domingo Cuestas, los violinistas Estanislao Sabarese y Raúl Kaplún, el contrabajista Luis Pucherito Adesso, el pianista Armando Baliotti y el cantor Roberto Maida. Cuando en 1928 Caló disolvió el conjunto porque se iba a España con Cátulo Castillo, Kaplún pasó con su amigo Armando Baliotti, alias Escombrito, al cuarteto organizado por este para actuar  en el Cine Moderno, ubicado en ese entonces en el barrio de Boedo; la buena recepción del público hizo que el empresario los instara a ampliarse a sexteto y los pasara al  Cine Los Andes, una sala mejor del mismo barrio. En ese mismo año debutaron en radiofonía en Radio Prieto y más adelante fueron pasando  por otras estaciones. El sexteto también trabajó en el Salón Imperio, de Maipú y Lavalle, y en 1931, ya transformados en la orquesta Típica Criolla Baliotti, retornaron al Cine Los Andes. Este conjunto participó en el concurso que organizó en 1933 el periódico Crítica y obtuvo con el tango El tábanp de Baliotti y Ginzo el segundo premio en tanto el primero fue para El mareo de Julio De Caro.
En 1932 y 1933 Kaplún integró con Miguel Caló en el bandoneón y  Luis Brighenti en el piano  el Trío Puloil, llamado así por la marca de un polvo limpiador que fabricaba el auspiciante de un concurso radial de cantantes que se transmitía por Radio Splendid en el cual el terceto acompañaba a los participantes. Cuando en 1934 Caló formó una nueva orquesta, con un estilo claramente influenciado por Fresedo y un sonido que recuerda a Di Sarli Hasta 1938 ese conjunto  grabó en Odeón doce discos, sin ningún instrumental e intervino en  la película  La vida es un tango , en una de cuyas escenas aparece Kaplún.
Más adelante, Caló volvió a organizar su sexteto, con los violines de Kaplún y Pedro Sapochnik, el piano de Brighenti y la voz del todavía no tan conocido Carlos Dante y actuaron en el Café El Nacional, la llamada “Catedral del Tango”.
Posteriormente, Baliotti organizó con César Ginzo una orquesta para un certamen de tango llevado a cabo en el Luna Park auspiciado por el diario Crítica y Kaplún aceptó integrarlo con su violín. 
Hacia 1935 el violinista Argentino Galván comenzó a realizar arreglos orquestales para algunos directores, entre los que estaba Miguel Caló, pero resultaba que una buena parte de los ejecutantes no tenían las dotes necesarias para aprovechar las innovaciones que aquellos contenían, y esa fue la gran oportunidad para que Kaplún asumiera el papel de iniciador del virtuosismo violinístico en el tango. Dice Luis Adolfo Sierra en su Historia de la orquesta típica, que Galván explotó las notables aptitudes técnicas de Kaplún, «escribiéndole los pasajes solistas con dificultades tales que exigían al máximo su gran destreza interpretativa». Como segundo violín ingresó después Enrique Francini, quien avanzó todavía más en ese virtuosismo –y por un camino diferente- mientras al influjo del pianista Osmar Maderna la orquesta se transformaba hasta lograr el estilo diáfano que la identificó.
En 1938 Lucio Demare formó un conjunto integrado por el bandoneonista y arreglista Máximo Mori, el cantor Juan Carlos Miranda y los violinistas Kaplún y Carlos Arnaiz, en tanto Demare dirigía desde el piano. Kaplún había compuesto el vals «Recordando a Musmé», con letra de Manuel Ferradás Campos que, editado en 1935, es la primera obra que se le conoce, y en 1942 compuso «Nunca supe por qué», con versos de Luis Rubistein. Kaplún aportó al repertorio de la orquesta de Demare algunos tangos, tales como «Canción de rango (Pa' que se callen)», registrado en 1942 cantado por Roberto Arrieta y «Una emoción», grabado en 1943 con la voz de Raúl Berón, los dos con letra de José María Suñé. La pieza «Qué solo estoy», con letra del locutor Roberto Miró, fue grabada por Demare con Berón y también por  Carlos Di Sarli con Alberto Podestá, «Nos encontramos al pasar», con letra de Suñé, fue registrada en 1945 por Demare con Horacio Quintana y por Astor Piazzolla con Francisco Fiorentino. En 1952 compuso con Víctor Lamanna el tango «Casa de Carriego», que cantó Héctor Mauré.
Kaplún integró la orquesta de Demare en audiciones por Radio El Mundo, presentaciones en el Palermo Palace y en los cabarés Novelty y Casanova y en registros fonográficos para la discográfica Odeón hasta abril de 1946 en que se aparta del conjunto cuando el director decidió viajar a Cuba. En junio de ese año, Kaplún formó su propia orquesta en la que revistaron, entre otros, el cantor Horacio Quintana y los bandoneonistas  Máximo Mori, Juan Kusta, Ramón Acevedo, que se hacía llamar Robert Brigg, y los hermanos Jorge y Mario Luongo, en tanto los arreglos estaban a cargo de Julio Ceitlin, el  autor junto con Armando Ziella del tango Estaño, y ocasionalmente de Máximo Mori. Después de debutar en el Café El Nacional actuaron en el Tango Bar y en el Sans Souci, tras lo cual Quintana dejó el conjunto. En los años posteriores su lugar fue ocupado por Hugo Duval, que debutó en Radio Belgrano junto a Roberto Goyeneche, que estaba por entonces en sus 16 años, pero ninguno de ellos  grabó. Los reemplazó Juan Carlos Jordán, quien en 1950 participó en el primero de los cuatro discos que Kaplún registró en la discográfica TK, eran las piezas Audacia, de Hugo La Rocca y Celedonio Flores, y Tierra querida, de Julio De Caro. Cuenta Nudler que “Jordán poseía un rasgo muy personal: desafinaba parejo. Si de entrada erraba medio tono en un tango, mantenía ese desvío de modo constante. Esto podía suceder en cualquier momento, en el estrado de la confitería Adlon, de Florida y Tucumán, o incluso saliendo al aire por Radio Belgrano o Splendid. Entonces Kaplún se le acercaba para guiarlo, nota por nota, con su violín, apartándose del arreglo.”
En 1952 disolvió la orquesta y se retiró de la música, retornando solo en forma esporádica para grabar con la orquesta de algún amigo por una llamaba de urgencia. Falleció en Buenos Aires el 23 de enero de 1990. Se había casado en 1933 con Amelia Altman, que tenía 17 años y tuvieron dos hijas, Berta y Lidia.